# Étain
Étain là một xã trong vùng Grand Est, thuộc tỉnh Meuse, quận Verdun, tổng Étain. Tọa độ địa lý của xã là 49° 13' vĩ độ bắc, 05° 38' kinh độ đông. Étain nằm trên độ cao trung bình là 210 mét trên mực nước biển. Xã có diện tích 20 km², dân số vào thời điểm 1999 là 3.709 người; mật độ dân số là 189 người/km².

## Thông tin nhân khẩu
| 1962 | 1968 | 1971 | 1975 | 1982 | 1990 | 1999 | 2004 |
| ---- | ---- | ---- | ---- | ---- | ---- | ---- | ---- |
| 3764 | 2810 | 3486 | 3773 | 3807 | 3577 | 3709 | 3706 |

## Các thành phố kết nghĩa
- Düppenweiler, Đức